# خوان اپیتیه
خوان اپیتیه (انگلیسی: Juan Epitié؛ زادهٔ ۱۲ اکتبر ۱۹۷۶) بازیکن فوتبال اهل اسپانیا است.
از باشگاه‌هایی که در آن بازی کرده‌است می‌توان به باشگاه فوتبال راسینگ سانتاندر، باشگاه فوتبال دپورتیوو آلاوس، باشگاه فوتبال بنی یهودا تل آویو، باشگاه فوتبال رئال مادرید، باشگاه فوتبال رکریتیوو اوئلوا، باشگاه فوتبال رئال مادرید کاستیا، باشگاه فوتبال ختافه، و باشگاه فوتبال گوانگ‌ژو سیتی اشاره کرد.
وی همچنین در تیم ملی فوتبال گینه استوایی بازی کرده‌است.